# ますだおかだ岡田圭右とアンタッチャブル柴田英嗣のおかしば
ますだおかだ岡田圭右とアンタッチャブル柴田英嗣のおかしば（ますだおかだおかだけいすけとあんたっちゃぶるしばたひでつぐのおかしば）は、文化放送制作のラジオ番組である。番組名並び愛称の「おかしば」は、パーソナリティの岡田圭右の岡（＝おか）と柴田英嗣の柴（＝しば）に由来する。

## 概要
2021年9月まで放送していた『トレンディエンジェルのPePePeラジオ』の後番組で、2021年10月2日より放送開始。
番組のコンセプトは「リスナーの悩み、怒り、悲しみ、に寄り添い、時には喜び、楽しさをリスナーと共有しながら、世の中にまん延しているぼんやりした不安を解消していく番組」。
2021年1月から6月まで放送していた『ナニモノ!』で、2月13日と2月20日の放送に岡田と柴田が出演。2人は当時、平日帯 朝ワイド番組『なな→きゅう』でパートナーを務めていた。岡田は木曜日、柴田は水曜日を担当していたので、岡田は「『なな→きゅう』のスピンオフ企画という認識だった」と言う。その後、5月12日20:00 - 21:00に生放送された特別番組「ますだおかだ・岡田圭右とアンタッチャブル・柴田英嗣のおかしば」を経て、10月2日からレギュラー番組となった。
2022年9月23日から台風15号の影響で東海道新幹線の一部区間で運転見合わせとなり、柴田が名古屋から帰京することができず、翌日24日の放送は東海ラジオ会議室からのリモート出演で対応した。
2023年4月16日、『髭男爵 山田ルイ53世のルネッサンスラジオ』『納言の耳ごろし』『ザ・マミィの今一歩、前へ。』『宮下草薙の15分』（ともに文化放送）とともに、VAZを通して番組の切り抜き動画が公式化された。収益を得ることも可能。
2023年10月より、岡田と柴田のスケジュールの都合から、日曜10時 - 12時枠に移動することが発表された。アシスタントを務めた松井は9月末で卒業、後任のアシスタントとして甲斐彩加（文化放送アナウンサー）が就任した。なお、この時間帯移動から、裏番組のTBSラジオ『安住紳一郎の日曜天国』にちなみ、自虐的に本番組を「日曜地獄」と称することがあり、文化放送公式サイト掲載の番組レポートの記事タイトルにも採用されている。
また、2025年4月6日より3時間番組に変更される。

## 出演者

### パーソナリティ
- 岡田圭右 - ますだおかだ
- 柴田英嗣 - アンタッチャブル

### アシスタント
- 松井佐祐里（番組開始 - 2023年9月30日）[注 3]
- 甲斐彩加（文化放送アナウンサー、2023年10月8日 - ）

## 番組休止など特番による休止日
- 2023年9月23日は「キユーピーメロディーホリデー」により休止。

11時台の文化放送ニュース･天気予報･交通情報は同特番内の5分間休憩時間に、
12時台の文化放送ニュース･天気予報･交通情報は12:55-13:00に移動して放送された。

## ネット局
| 放送対象地域 | 放送局            | 放送時間           | 放送期間        | 備考     |
| ------------ | ----------------- | ------------------ | --------------- | -------- |
| 関東広域圏   | 文化放送（QR）    | 日曜 10:00 - 13:00 | 2021年10月2日 - | 制作局   |
| 富山県       | 北日本放送（KNB） | 日曜 10:00 - 13:00 | 2024年4月7日 -  | [ 注 4 ] |